# Niklaus Manuel
Niklaus Manuel, pseudonimo di Niklaus Deutsch (Berna, 1484 – Berna, 28 aprile 1530), è stato un pittore, disegnatore e drammaturgo svizzero.

## Biografia

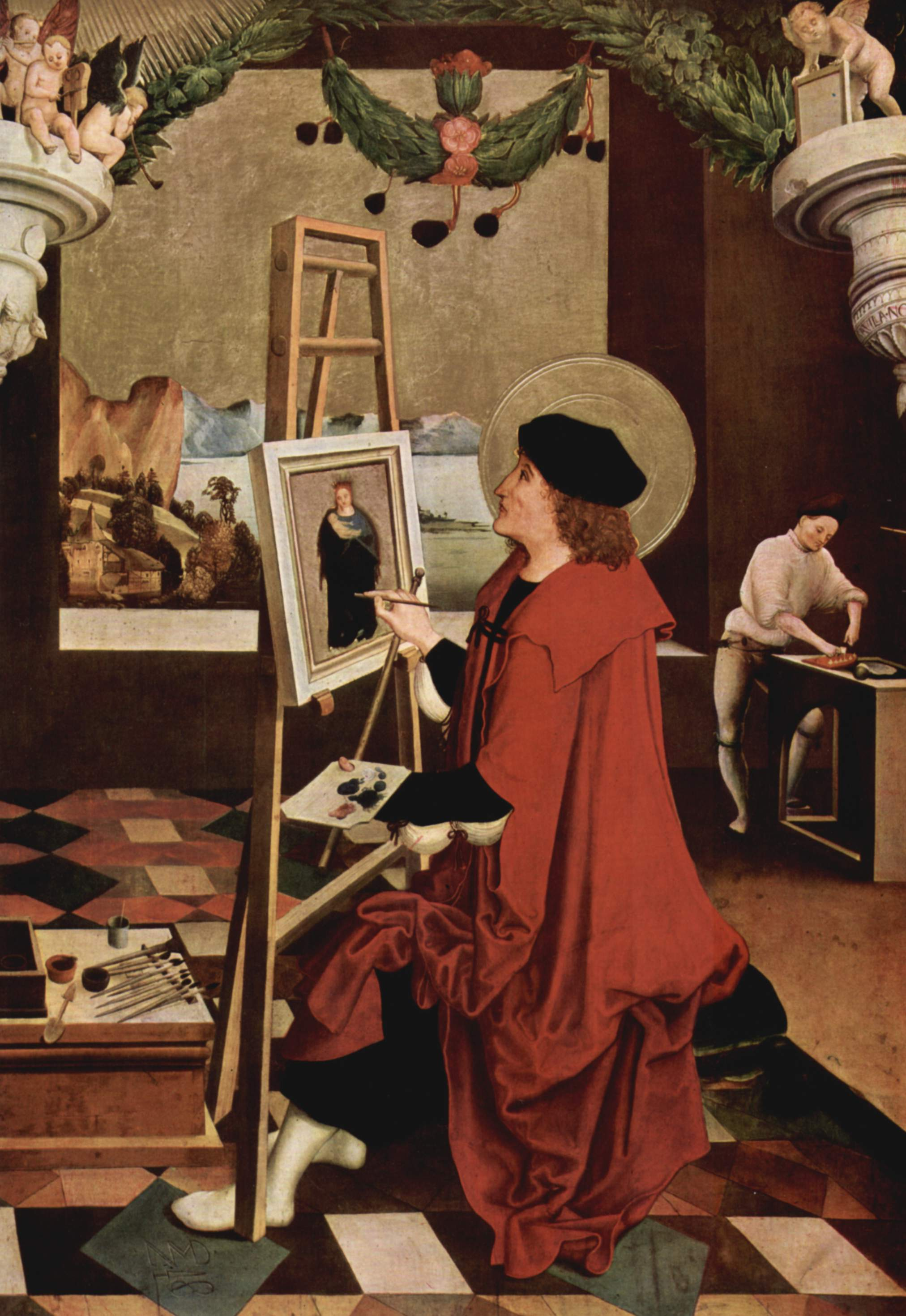
San Luca dipinge la Vergine, 1515, Kunstmuseum Bern

Figlio di Emanuel de Alemanis, la cui famiglia germanica si trasferì in Piemonte.
Si avvicinò all'arte in un periodo in cui nella sua città natale si imposero Hans Bichler e Paul Löwensprung, ma Manuel risentì soprattutto del friburghese Hans Fries, da cui trasse elementi düreriani.
Fece pratica anche come pittore vitrario, e ad Augusta fu allievo di Hans Burgkmair.
Nel 1516 effettuò il primo di una lunga serie di viaggi in Italia, la prima volta come soldato di ventura, soggiornando a Milano, Novara, Vigevano.
Al 1510 risalì la sua prima opera significativa, il Commiato di Cristo, elemento dell'altare della Passione, invece cinque anni dopo Manuel realizzò un trittico, andato parzialmente perduto, che raffigurava San Luca, La natività di Maria e Sant'Eligio e l'Incontro alla porta aurea, caratterizzato da luci e paesaggi suggestivi. I drappeggi risentirono notevolmente del periodo di crisi religiosa che coinvolse in quel periodo la Germania del sud e la Svizzera.
Nel 1519 Manuel realizzò la Danza macabra all'interno del convento dei Domenicani bernesi, distrutto nel 1660.
Tra le opere più significative si annoverarono due grisailles raffiguranti Davide e Betsabea, caratterizzato da un impianto luminoso portentoso, e Morte-lanzichenecco e la fanciulla, imperniato al dramma della solitudine e della persecuzione, entrambi del 1517.

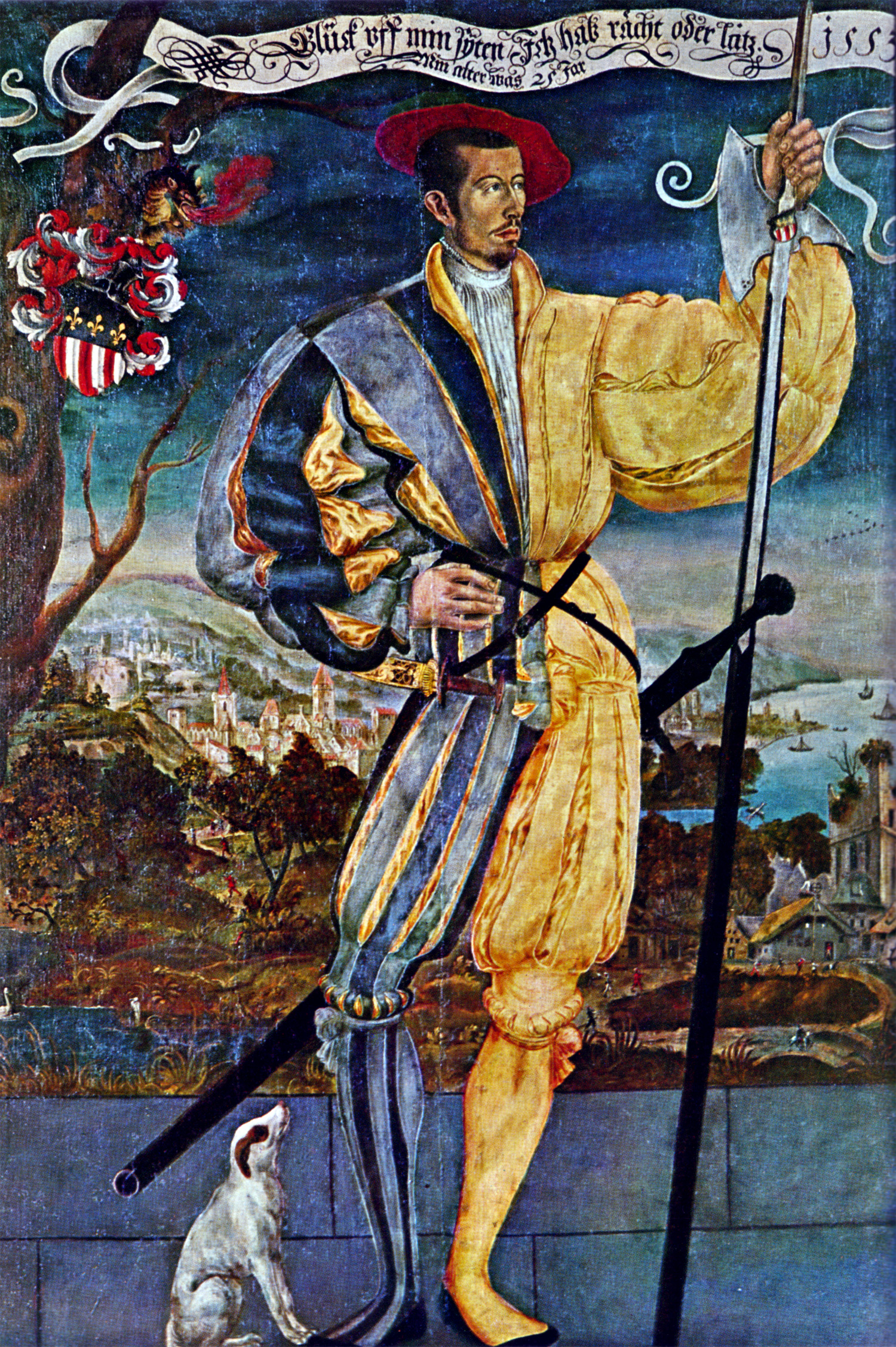
Ritratto di Niklaus Manuel in Svizzera in uniforme, 1553.

L'anno seguente Manuel si mise in evidenza con il pannello della Decollazione del Battista, contraddistinto da buoni giochi di luce e di colori e da una più acuta tipizzazione dei personaggi.
Del 1520 abbiamo le quattro Storie di sant'Antonio e quindi le tempere realizzate negli anni venti del secolo intitolate: Il Giudizio di Paride, Piramo e Tisbne e la Genealogia di sant'Anna, pensate in funzione di arazzi e quindi il puro elemento pittorico superò la narrazione.

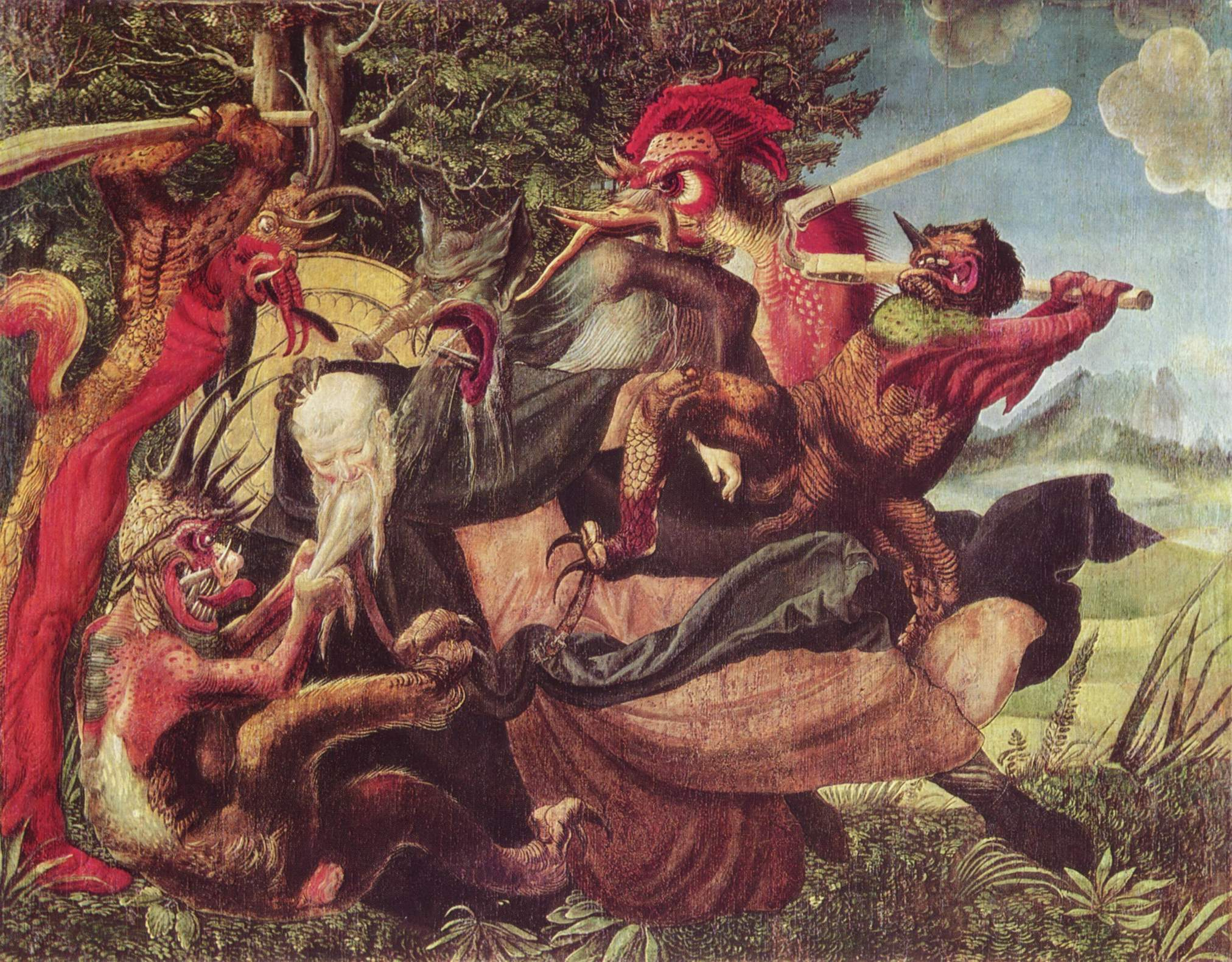
Niklaus Manuel, Demons Tormenting Antonius, 1520.

Anche se varie furono le influenze e le derivazioni, quello che sorprende in Manuel è l'accento libero e moderno, nonostante il difficile periodo storico a lui contemporaneo.
Manuel deve la sua fama soprattutto ai suoi disegni, raffiguranti temi sacri, soggetti araldici, allegorie, lanzichenecchi, coppie di amanti, e la sua influenza si diffuse anche in Austria; inoltre l'artista si fece conoscere per le sue commedie satiriche, ma anche per la sua amicizia con Huldrych Zwingli e per un grande appoggio alla Riforma protestante, che lo tenne occupato fino al 7 febbraio 1528, quando il consiglio cittadino stabilì l'adesione alla Riforma. Da ricordare le sue satire aventi come bersaglio principale la Chiesa cattolica ed il Papa, accusati di avidità, venalità a causa della vendita delle indulgenze.

## Opere letterarie
- Vom Papst und Christi Gegensatz. 1522 (Dramma)
- Ein hübsch neu Lied und Verantwortung des Sturms halb beschehen zu Pigogga. 1524
- Vom Papst und seiner Priesterschaft. 1524
- Der Ablasskrämer. 1525
- Barbali. 1526
- Fabers und Eggen Badenfahrt. 1526  (Poema)
- Krankheit und Testament der Messe. 1528 (Satira)
- Ein neu hübsch Spiel von Elsli Tragdenknaben. 1529